# Autorretrato con brazo esquelético
Autorretrato con brazo esquelético o Autorretrato con brazo de esqueleto (en noruego, Selvportrett med knokkelarm), es una litografía de Edvard Munch de 1895. Es el primer autorretrato grabado de Munch y muestra al artista en una vista frontal frente a un fondo negro con un brazo esquelético en el borde inferior de la imagen.

## Descripción
En la litografía en blanco y negro, el rostro de Edvard Munch, que se representa de frente, destaca sobre un fondo negro intenso. Se muestra muy finamente y con gran detalle. El ojo derecho (desde el punto de vista del espectador, el izquierdo) mira al frente y parece mirar al espectador directamente. El ojo izquierdo mira más hacia abajo y hacia adentro. Según Arne Eggum, Munch crea así "un equilibrio en la expresión emocional [...] un equilibrio entre impresiones externas e internas". Debajo de la cabeza hay un collarín blanco que recuerda a un alzacuello.
Debido al contraste con el fondo, la cabeza parece "flotar como una sección en el vacío negro del espacio pictórico", como dice Jochen Luckhardt, "como la cabeza de una persona decapitada, drásticamente separada del contexto físico". Para Reinhold Heller, la cabeza del artista “emerge como un fantasma de la oscuridad, como si se tratara de una visión incorpórea.“  El nombre de Munch y el año forman una especie de encabezado en una estrecha barra blanca en la parte superior. Del mismo modo, un brazo esqueletizado sirve como barra en la parte inferior, que también contiene la firma.
Munch utilizó diferentes técnicas litográficas. Dibujó los rasgos principales del cuadro con tiza litográfica. Sobre ello, aplicó tinta litográfica para crear un fondo negro espeso que está dividido en solo unos pocos lugares por líneas blancas grabadas en la piedra. Las superficies negras sólidas de este tipo rara vez se encuentran en la litografía y son más familiares en la técnica del grabado en madera. Munch dibujó los detalles de la cabeza con una pluma litográfica, introduciendo así un tono naturalista al gran estilo litográfico. Con el raspador suavizó los duros contrastes.

## Otras versiones
Se conocen un total de cuatro versiones diferentes de la litografía. Las dos primeras versiones fueron impresas por MW Lassally en Berlín en 1895. La primera versión tenía un fondo inconsistente en el que se indicaba el cuerpo con hombros y brazos. Solo hay una prueba de esta versión en el Museo Munch de Oslo. Una tercera y cuarta versión probablemente fueron impresas en 1915 por Anton Peder Nielsen con una piedra duplicada en Kristiania, la actual Oslo. Aquí la parte inferior del busto y el brazo esquelético están cubiertos con tinta china.

Autorretrato con brazo esquelético (1885), litografía, 45,7 × 31,9, Thielska galleriet Estocolmo
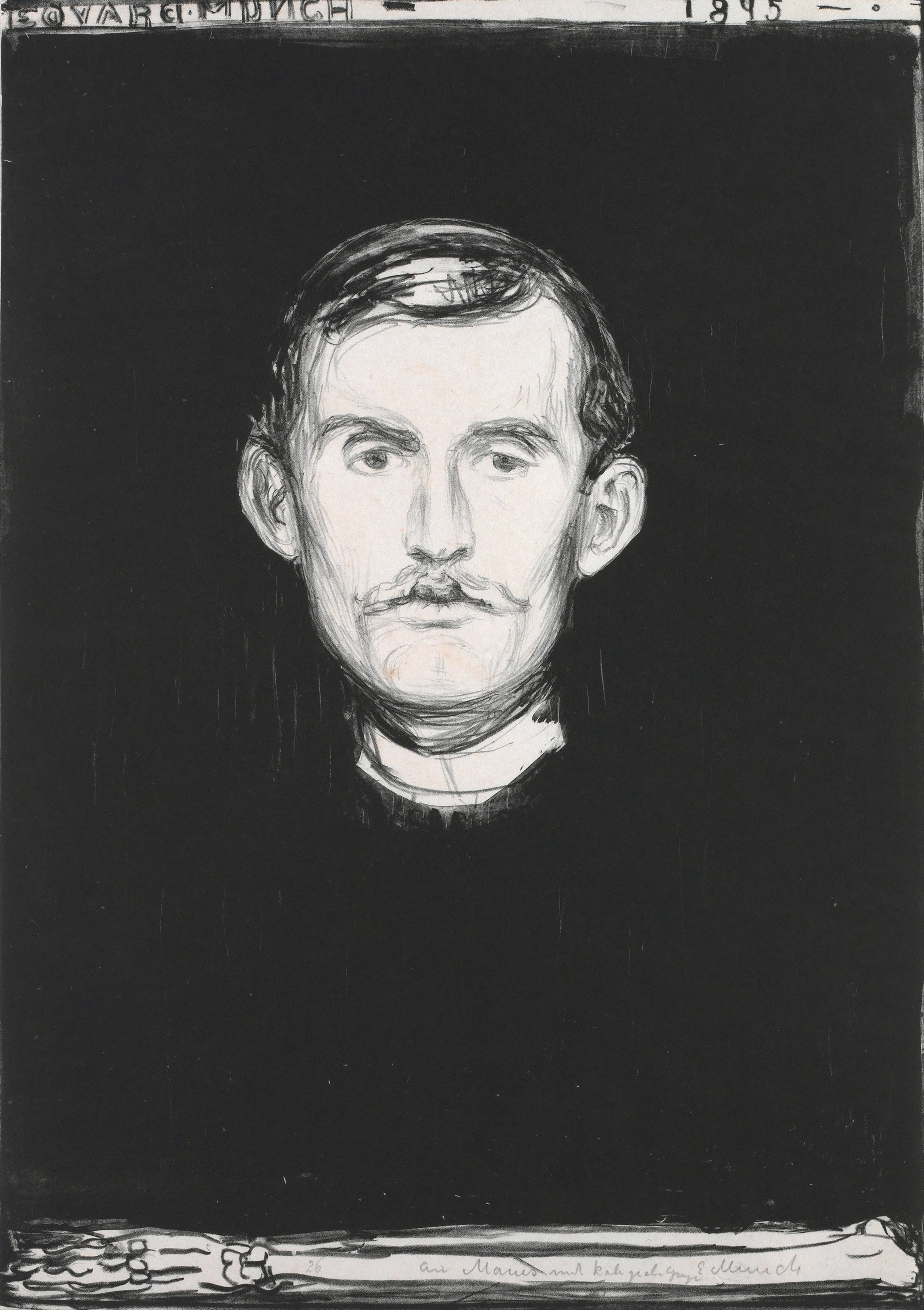
Autorretrato con brazo esquelético (1895), litografía, 45,8 × 31,9 cm, Galería Nacional, Praga.
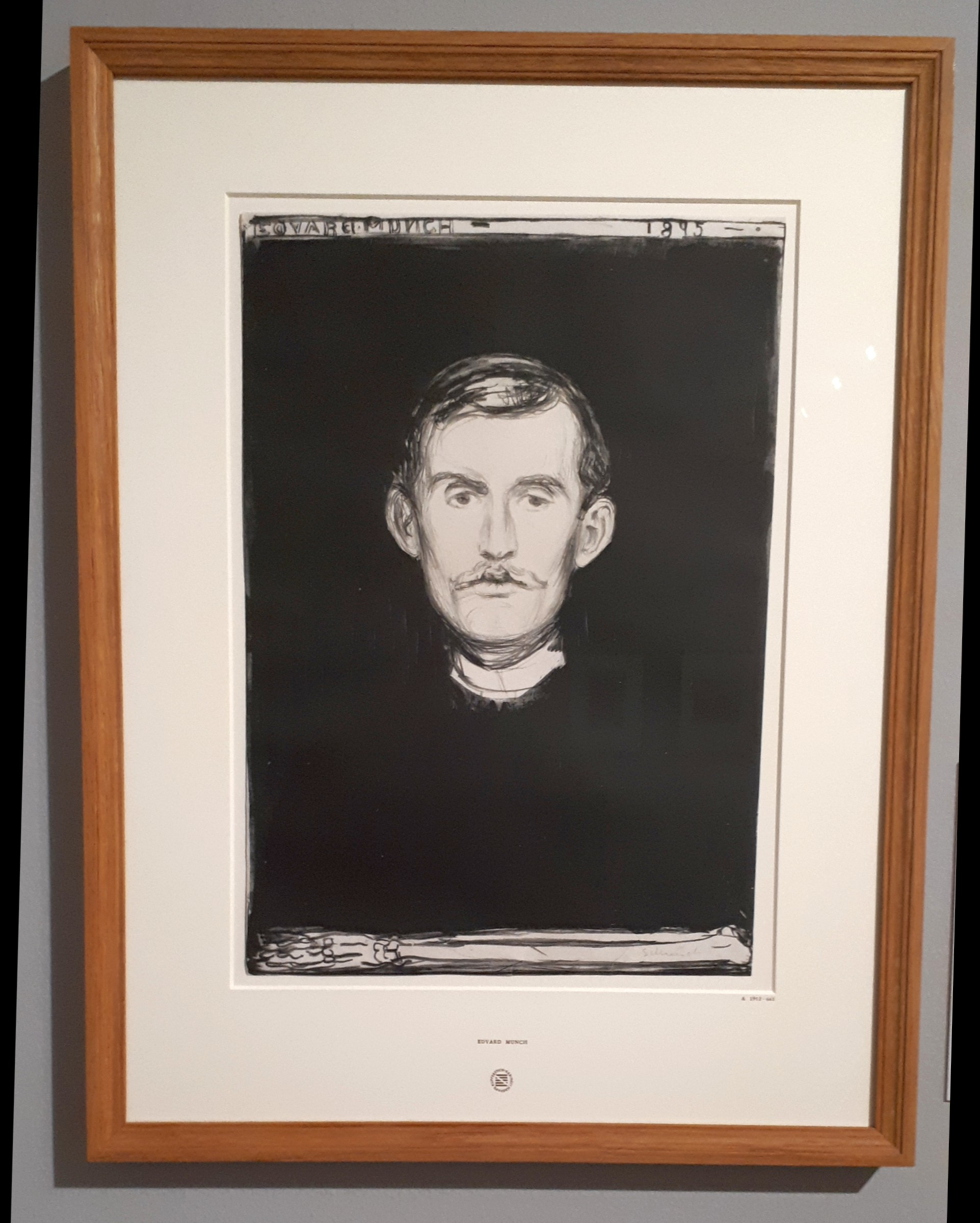
Autorretrato con brazo esquelético (1895), litografía, Kupferstichkabinett. Dresde.

En el área de habla alemana, hay impresiones litográficas en Basilea, Berlín, Berna, Brunswick, Bremen, Chemnitz, Dresde, Essen, Hamburgo, Hannover, Colonia, Krefeld, Leipzig, Lübeck, Saarbrücken, Stuttgart, Viena, Wuppertal y Zúrich. A nivel internacional, las impresiones se encuentran en museos en Adelaida, Bergen, Budapest, Chicago, Gotemburgo, Kurashiki, Londres, Nueva York, Northampton, Oslo, Filadelfia, Praga, Princeton, Reikiavik, Stavanger, Estocolmo, Tel Aviv, Toronto, Varsovia, Washington D. C. y se muestra en Williamstown.

## Posición en la obra de Munch
A partir de 1894, Munch se dedicó al grabado, que ganó una nueva popularidad en esa década, especialmente en Francia. Pronto ocupó un lugar importante en la obra de Munch junto a la pintura. Munch probó varias técnicas, desde la punta seca hasta la litografía y el grabado en madera. Gustav Schiefler informó: “A menudo tiene un disco en el bolsillo y, como se le ocurre, rasca un paisaje, la camarera en un bar de vinos, algunos hombres jugando a las cartas o el retrato de un hombre serio en el cobre.“  El Autorretrato con brazo esquelético es una de las primeras hojas grabadas de Munch y fue creada en Berlín antes de que el artista se mudara a París en 1896, donde refinó sus técnicas gráficas y descubrió, por ejemplo, la litografía en color.

Los autorretratos siempre juegan un papel importante en el arte de tono subjetivo de Munch, con su fuerte referencia a las experiencias personales. Según Ulrich Bischoff, son un “incansable instrumento de auto cuestionamiento” y su importancia debe colocarse al mismo nivel que las principales obras de Munch. Ya en la década de 1880, cuando el joven pintor aún buscaba su estilo, según Arne Eggum, creó “algunos autorretratos bien estudiados y expresivos”, pero solo Autorretrato con cigarrillo y Autorretrato con brazo esquelético de 1895 son, según Arne Eggum, sus primeras “verdaderas obras maestras del autorretrato como género artístico”. Reinhold Heller ve la litografía como un desarrollo gráfico posterior de la pintura, en el que el humo del cigarrillo envolvente ha sido reemplazado por una “superficie negra profunda y aterciopelada”.

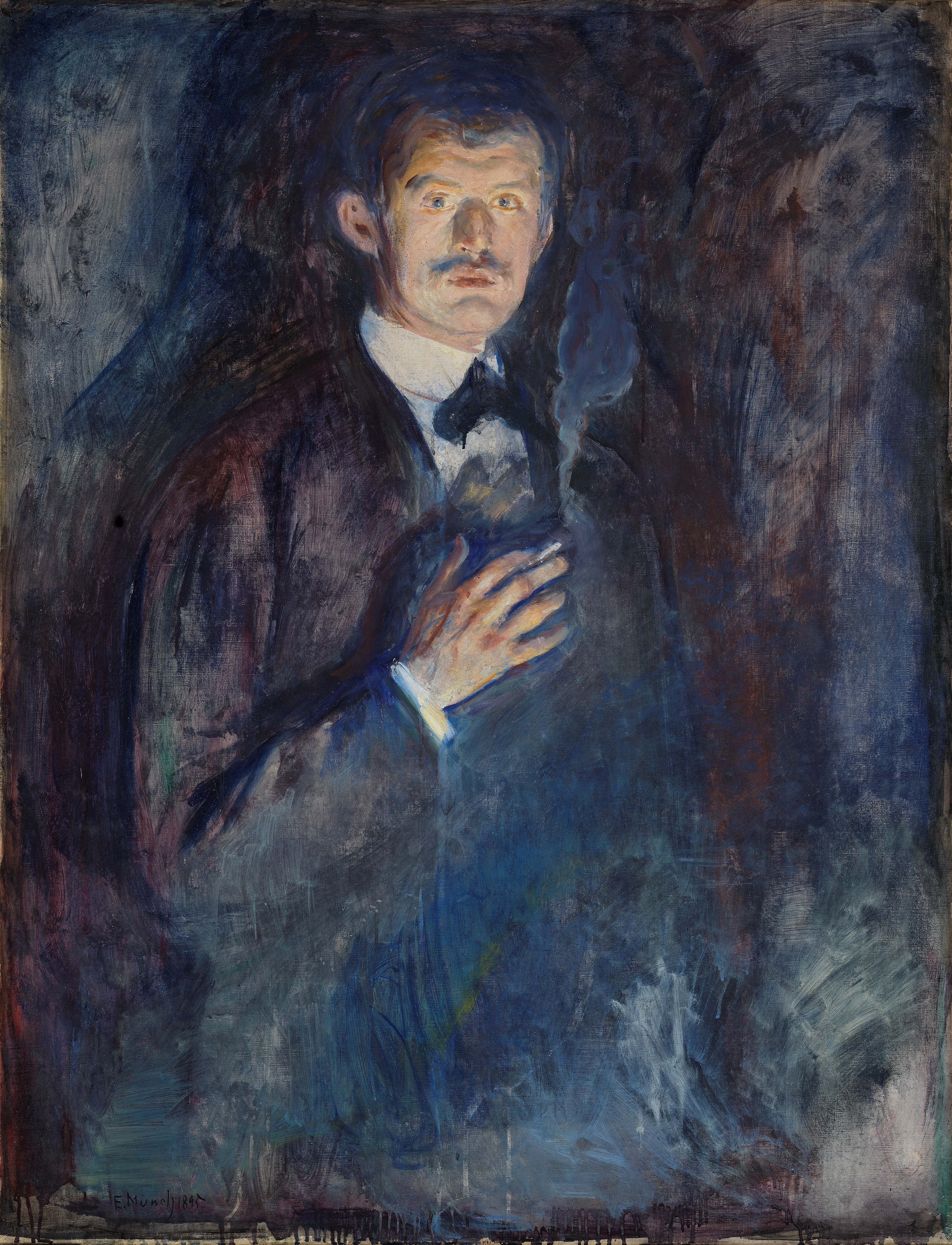
Autorretrato con cigarrillo (1895), óleo sobre lienzo, 110,5 × 85,5 cm, Galería Nacional de Noruega, Oslo.
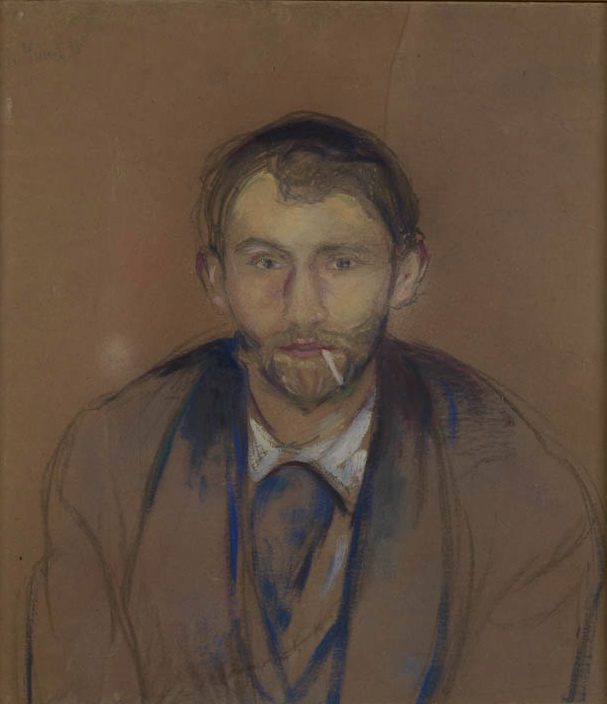
Stanisław Przybyszewski (1895), óleo y temple sobre cartón, 62,5 × 55,5 cm, Museo Munch de Oslo.
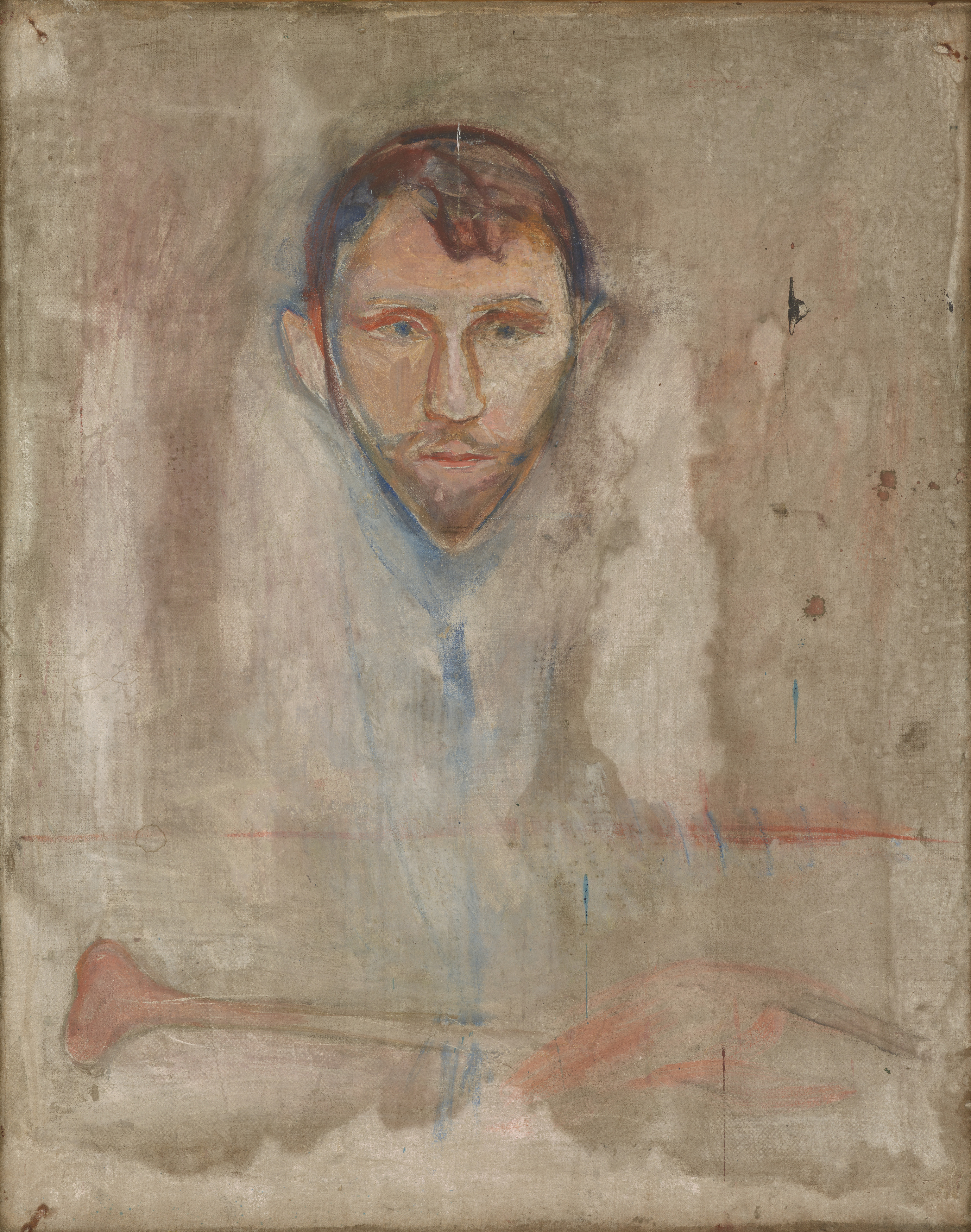
Stanisław Przybyszewski (1894), pintura de caseína y cola sobre lienzo, 75 × 60 cm, Munch-Museum de Oslo.
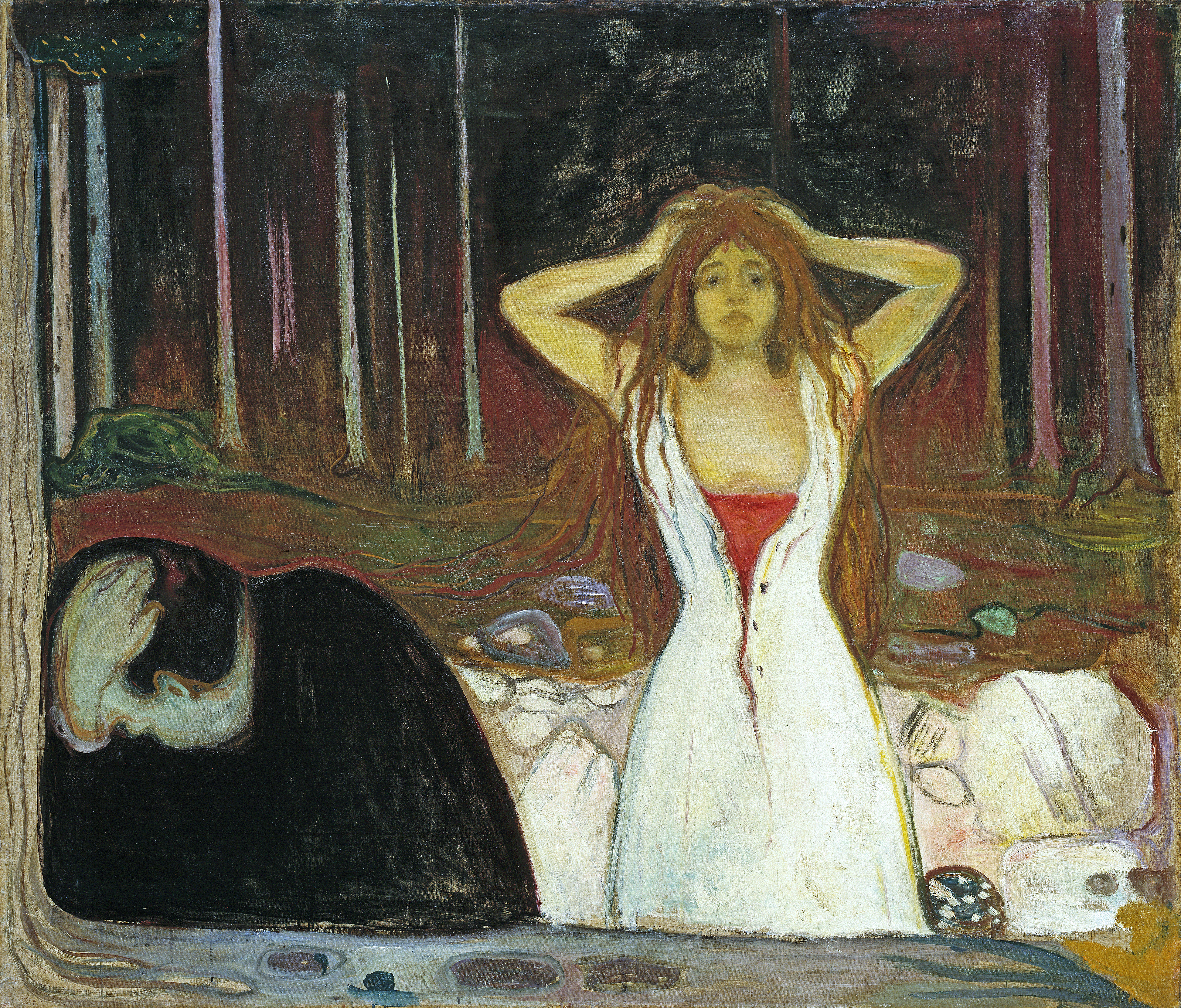
Cenizas (1895), óleo sobre lienzo, 120,5 × 141 cm, Galería Nacional de Noruega, Oslo.

La combinación de motivos de un brazo esquelético y un cigarrillo también se puede encontrar en otros dos retratos (uno de ellos inacabado) que Munch realizó en 1894/95 de su amigo, el escritor polaco Stanisław Przybyszewski, quien, como él, era un artista bohemio asiduo a la taberna berlinesa Piglet Zum schwarzen. Patricia G. Berman, por lo tanto, los ve como símbolos alternativos de la conexión entre el arte y la degeneración con los que Munch se equipó a sí mismo y a su amigo. Ulrich Bischoff, por otro lado, compara el brazo esquelético en los retratos con la función compositiva del tronco de árbol transversal en el borde inferior del cuadro Cenizas, un cuadro del friso de la vida, que también fue creado en 1895.

## Interpretación
Según Jochen Luckhardt, el autorretrato de Munch con un brazo esquelético se puede interpretar de tres formas: Primero, como continuación de la larga tradición en la que el artista se retrataba a sí mismo con la muerte personificada como esqueleto. Esto va desde las representaciones de la Danza de la Muerte del siglo XIV hasta el Autorretrato con la Muerte tocando el violín de Arnold Böcklin del año 1875. En segundo lugar, en el panorama fin de siècle con su decadentismo cultural, que también estaba presente en el ambiente bohemio berlinés de Munch. Al mismo tiempo, el cambio de siglo también fue una época de investigación anatómica y el descubrimiento de los rayos X. En tercer lugar, finalmente, con la situación privada de Munch, con la constante presencia de la muerte en forma de fallecimiento prematuro de su madre y hermana Sophie, que Munch procesó en muchas imágenes, como La niña enferma, Muerte en la habitación de la enferma o En el lecho de muerte. En 1895, el año en que se creó el autorretrato, también murió el hermano de Munch, Andreas.

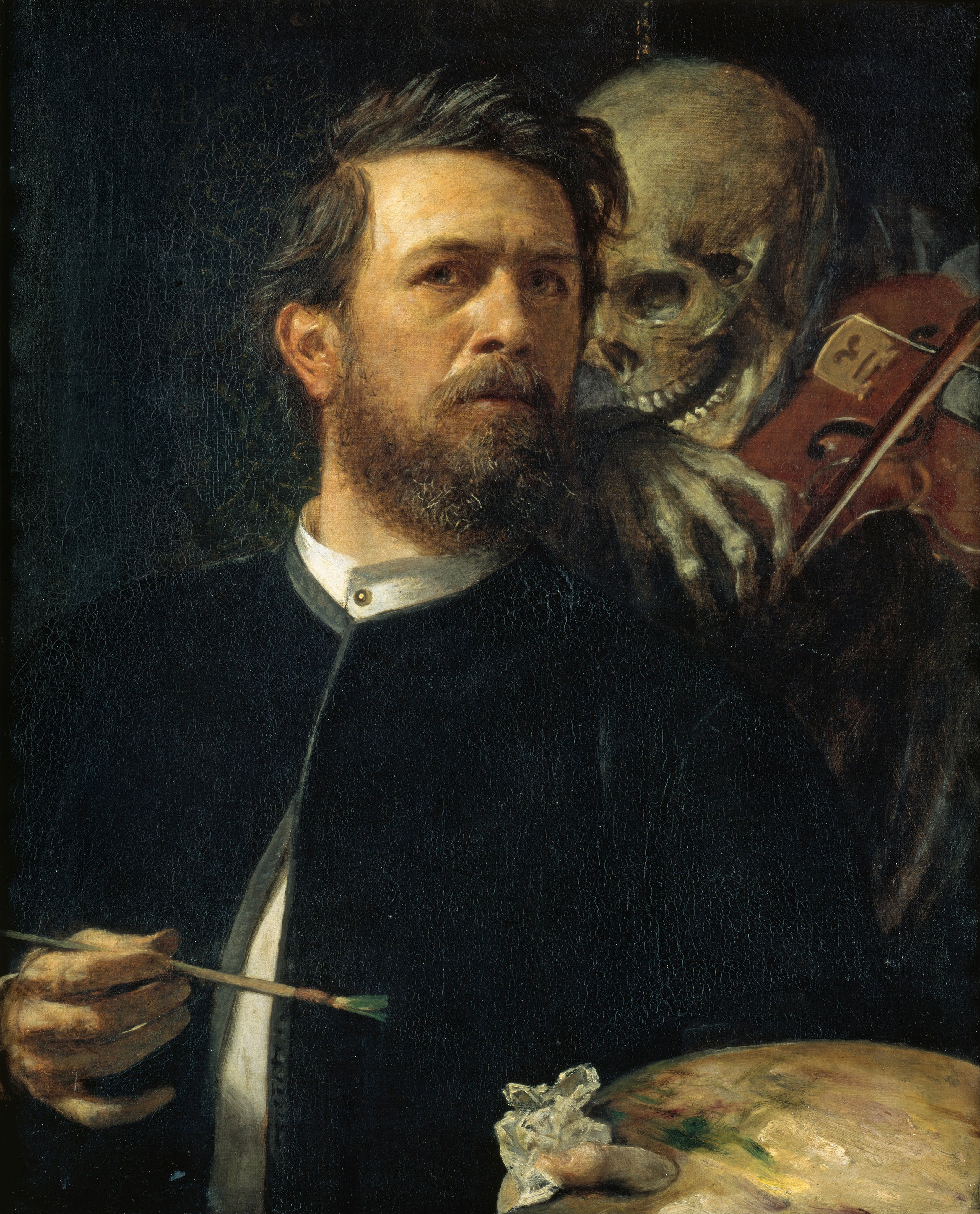
Arnold Böcklin : Autorretrato con la Muerte tocando el violín (1875), óleo sobre lienzo, 75 × 61 cm, Alte Nationalgalerie, Berlín.
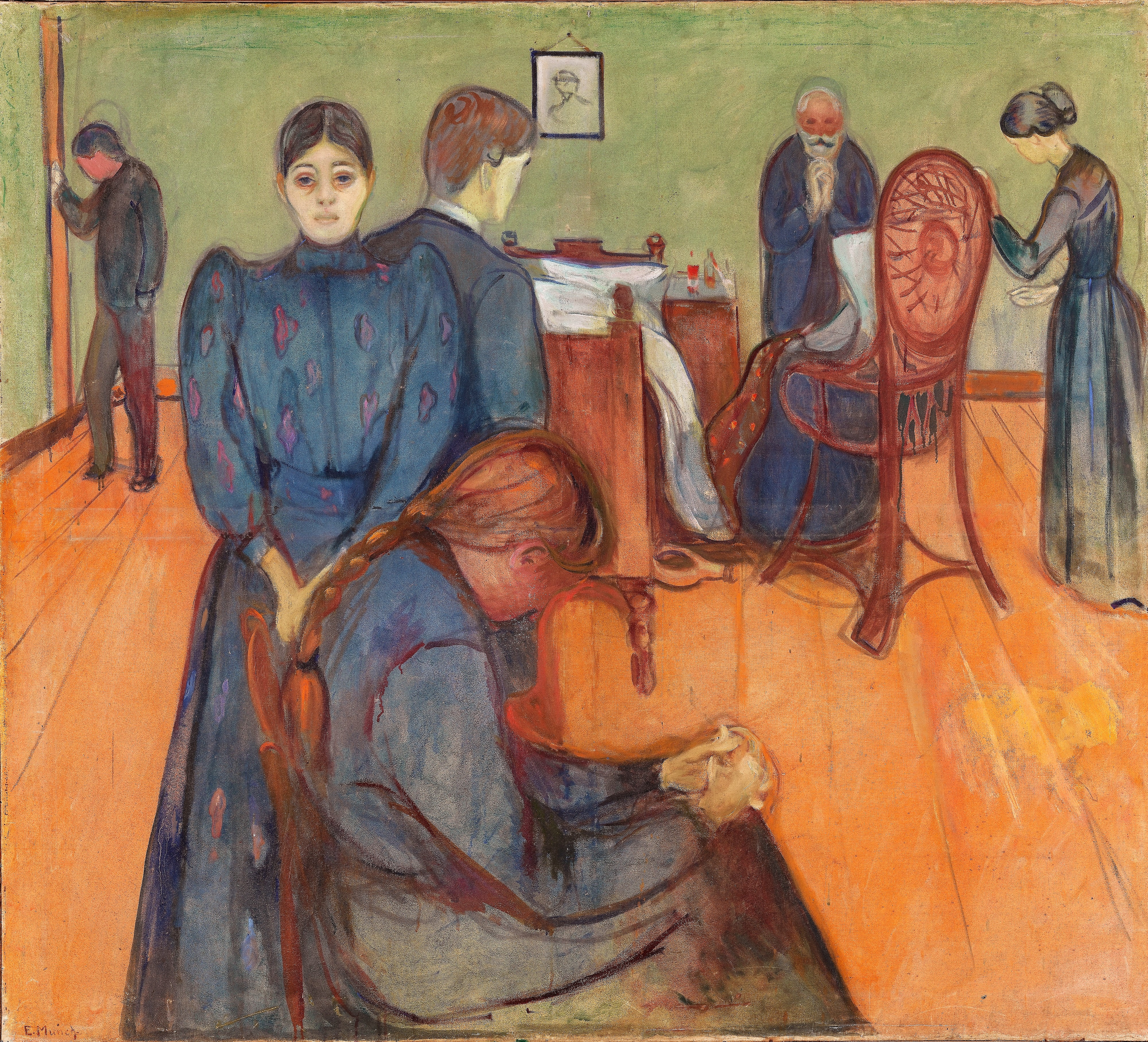
Edvard Munch: Muerte en la habitación de la enferma (1893), óleo sobre lienzo, 152,5 × 169,5 cm, Galería Nacional de Noruega.
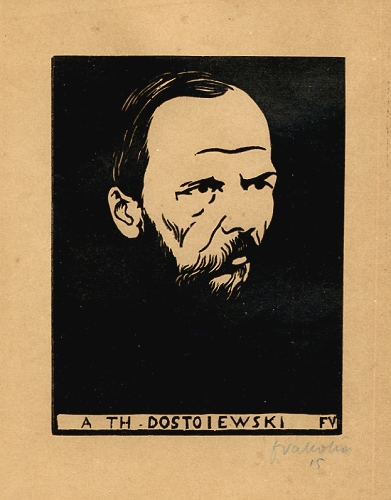
Félix Vallotton : A Th Dostoiewski (1895), xilografía, 16 × 12 cm.

Por tanto, el autorretrato de Munch se interpreta como un memento mori, un recordatorio de la propia mortalidad, y la representación como una losa de la tumba o un epitafio. Las xilografías de retratos de Félix Vallotton podrían haber sido una influencia artística, especialmente el retrato de Dostoyevsky con su posición similar del título. Reinhold Heller, por otro lado, se refiere a la influencia de los grabados de Odilon Redon, que Harry Graf Kessler señaló a Munch. Sin embargo, también hay referencias a la tradición cristiana de la Vera icon. El cuello alto y blanco que luce Munch le hace pensar a Heller en un traje sacerdotal y en el origen del apellido Munch de “munk” (en noruego, monje), y cita el lema del simbolismo, que Munch plasmaría con su autorretrato: “Artista, tú eres un sacerdote. El arte es un gran misterio. Cuando tus esfuerzos producen una obra maestra, es como si un rayo de lo divino se deslizara hasta tu altar." 

## Recepción
La empresa postal noruega Posten Norge publicó la litografía Autorretrato con brazo esquelético de Munch en un franqueo de 25 Ø en 1963.

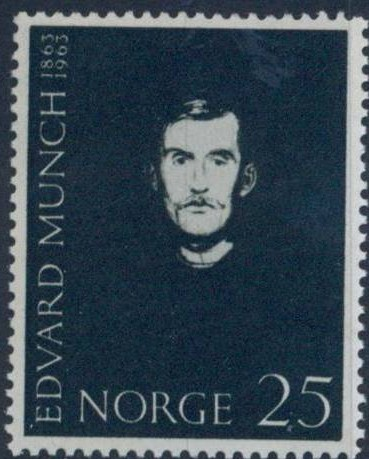
Autorretrato con un brazo esquelético en un sello de correos de Posten Norge.